# Simonetta Stefanelli
Simonetta Stefanelli (Roma, 30 de noviembre de 1954) es una actriz de cine italiana, famosa por su interpretación de Apollonia Vitelli en la primera película de la Trilogía de El padrino en 1972, y en varias películas y series italianas. Hoy en día trabaja como diseñadora de modas.

## Biografía
Aprendió actuación desde los 6 años, yendo a clases de teatro. Comenzó a actuar en películas italianas desde los 14 años. A sus 16 años de edad se le ofreció el papel de Apollonia Vitelli, la esposa de Michael Corleone (Al Pacino), en la película El padrino (1972). Stefanelli no sabía nada de inglés y era relativamente desconocida en ese momento. El director Francis Ford Coppola animó a Stefanelli a confiar en sus instintos y nunca le entregó una línea escrita para su personaje.
Stefanelli, consciente de su apariencia y su cuerpo maduro, no quería ser tildada de ídolo sexual. Por lo tanto, rechazó varias ofertas de Hollywood y prefirió continuar con el cine y la televisión italianos. Por ello rara vez ha atendido las reuniones del reparto de la saga de El Padrino.
Trabajó en más de una docena de películas italianas, en algunas de ellas como protagonista. En Le amiche del cuore (1992) interpretó a Giuliana. En 1974 posó para la revista Playboy. A pesar de sus esfuerzos conscientes, siguió obteniendo papeles que le exigian exponerse delante de la cámara, con lo que no estaba muy cómoda.
Se casó con el actor y director Michele Placido, a quien conoció en 1972 y con quien trabajó en algunas películas, entre otras el drama erótico Peccati in famiglia. Stefanelli y Placido vivieron un tiempo en Londres y tuvieron tres hijos (uno de ellos es la actriz Violante Placido). Stefanelli decide alejarse de la actuación, siendo su último trabajo como actriz en la película Le amiche del cuore de 1992, dirigida por su esposo. Un año después, su hija, Violante Placido, entra en el mundo del espectáculo en la película Quattro Bravi Ragazzi, junto a su padre.
Stefanelli y Placido se divorcian en 1994. En varias ocasiones hubo rumores sobre la muerte de Stefanelli, diciendo que había muerto de cáncer en 2006 y nuevamente en 2008. En realidad, Stefanelli es dueña de una tienda de moda en Roma, llamada “Simo Bloom”, donde diseña carteras y zapatos. Stefanelli siempre ha intentado mantener un perfil bajo y estar alejada del ojo público, de manera que rara vez da entrevistas a los medios. Aunque en marzo de 2022 ofrece una entrevista para el diario italiano Corriere della Sera, ahí declara que normalmente escribe poesía que guarda para ella misma, y también ha comenzado a escribir una novela.

## Filmografía
| Título                                    | Año  | Papel                      | Director              |
| ----------------------------------------- | ---- | -------------------------- | --------------------- |
| La moglie giapponese                      | 1968 |                            | Gian Luigi Polidoro   |
| Non commettere atti impuri                | 1971 | Maria Teresa               | Giulio Petroni        |
| Die Sonne angreifen                       | 1971 | Henia                      | Peter Lilienthal      |
| Homo Eroticus                             | 1971 | Hija de Tano               | Marco Vicario         |
| In nome del popolo italiano               | 1971 | Giugi Santenocito          | Dino Risi             |
| El padrino                                | 1972 | Apollonia Vitelli-Corleone | Francis Ford Coppola  |
| Il caso Pisciotta                         | 1972 | Anna                       | Eriprando Visconti    |
| Gli amici degli amici hanno saputo        | 1973 |                            | Fulvio Marcolin       |
| La honorable familia                      | 1973 | Srta. Vitale               | Tonino Ricci          |
| El mejor alcalde, el rey                  | 1974 | Elvira                     | Rafael Gil            |
| La profanazione                           | 1974 |                            | Tiziano Longo         |
| Ho incontrato un'ombra                    | 1974 | Gal Fabian                 | Daniele D'Anza        |
| Lucrezia giovane                          | 1974 | Lucrezia Borgia            | Luciano Ercoli        |
| Moisés, el rey de Israel                  | 1974 | Cotbi                      | Gianfranco De Bosio   |
| La nuora giovane                          | 1975 | Srta. Flora                | Luigi Russo           |
| Pecando en familia                        | 1975 | Doris                      | Bruno Gaburro         |
| The Godfather Saga                        | 1977 | Apollonia Vitelli-Corleone | Francis Ford Coppola  |
| Il falco e la colomba                     | 1981 | Rita Alemani               | Fabrizio Lori         |
| Tres hermanos                             | 1983 | Esposa de Donato           | Francesco Rosi        |
| Quer pasticciaccio brutto de via Merulana | 1983 | Assuntina                  | Piero Schivazappa     |
| El arte de amar                           | 1985 | Viuda                      | Walerian Borowczyk    |
| Grandi magazzini                          | 1986 | Marisa Romano              | Castellano and Pipolo |
| Non basta una vita                        | 1988 |                            | Mario Caiano          |
| Scoop                                     | 1992 |                            | Woody Allen           |
| Le amiche del cuore                       | 1992 | Giuliana                   | Michele Placido       |